# جان مریم (آلبوم)
 جان مریم نام یک آلبوم موسیقی اثر محمد نوری، هنرمند ایرانی است که در سبک پاپ تهیه شده و دارای ۱۴ آهنگ است. 

## فهرست آهنگ‌ها
| ردیف | آهنگ               |
| ۱    | جان مریم           |
| ۲    | آرزوها             |
| ۳    | نسترن              |
| ۴    | عروسی              |
| ۵    | یاد اون روزها بخیر |
| ۶    | پس از انتظارها     |
| ۷    | لالایی             |
| ۸    | گل چهره            |
| ۹    | یک شب خوش          |
| ۱۰   | بیا بار سفر ببندیم |
| ۱۱   | تصویر تو           |
| ۱۲   | مبارک باد          |
| ۱۳   | تا تو بودی         |
| ۱۴   | تصویر وطن          |